# Marguerite Duras
Marguerite Duras, pseudoniem van Marguerite Germaine Marie Donnadieu (Gia Định – Unie van Indochina, 4 april 1914 – Parijs, 3 maart 1996) was een Franse auteur, scenarist, filmregisseur en feminist. Ze was een enfant terrible van de Franse literatuur en had een bewogen leven. In 1959 werd haar script voor de film Hiroshima mon amour genomineerd voor een Oscar (filmprijs) (Academy Award) en in 1984 ontving Duras de Prix Goncourt, Frankrijks meest prestigieuze literaire prijs, voor haar roman L'Amant.

## Biografie
Duras is geboren en opgegroeid in Gia Định, dicht bij Saigon (thans Ho Chi Minhstad), in de toenmalige Unie van Indochina, thans Vietnam, waar haar moeder werkte. Ze zat op een Frans internaat in Indochina. Ze studeerde vervolgens in Parijs aan de Sorbonne. Tijdens de Tweede Wereldoorlog zat ze in het verzet. Een deel van haar jeugd heeft ze beschreven in het semiautobiografisch boek L'Amant (1984). Een groot deel van haar werk is (semi-)autobiografisch. Ze had een grote belangstelling voor film en schreef tot aan haar dood afwisselend romans en filmscenario's. Hoofdthema's in haar werk waren liefde en dood.
In 1958-1959 schreef ze het script voor de film Hiroshima mon amour, die werd uitgebracht in 1959. De film werd genomineerd voor een Oscar voor het beste scenario, maar won deze niet, en werd een Hollywood-klassieker.
Duras is getrouwd geweest met de schrijver Robert Antelme, die het boek L'Espèce humaine schreef (1947 – De menselijke soort) over zijn ervaringen in enkele kampen tijdens de Tweede Wereldoorlog. Duras schreef over de periode van zijn terugkomst het boek La Douleur (1985). Het huwelijk eindigde in een echtscheiding. Vervolgens huwde zij de Frans-Italiaanse, communistische intellectueel Dionys Mascolo en kreeg met hem een zoon.
Duras overleed in 1996 op 81-jarige leeftijd aan keelkanker in Parijs. Ze is begraven op de Cimetière du Montparnasse (Divison 21, Avenue du "Boulevart" – Section 15 sur 17). Op het graf staan slechts haar pseudoniem, twee data en de initialen M D.